# Albenya
Albenya (pronúncia local: [əw'βəɲə]) és una possessió situada al llogaret de Randa, al terme municipal d'Algaida, Mallorca. És una extensa possessió d'unes 350 quarterades, arredossada rere els costers del massís de Randa i confronta per tramuntana amb la possessió de Castellitx; pel llevant, el puig d'en Bord la separa de sa Mata Escrita, Pola i Son Sastre Vell; pel migjorn antigament confrontava amb Binilagant, esdevinguda Son Grau; i per ponent limitava amb l'antic Bellpuig i altres establits de la primitiva alqueria de Randa. La carretera de Randa a Montuïri travessa les seves propietats i pràcticament divideixen el terreny conradís de les garrigues, que s'enfilen fins als contraforts del morro d'en Moll, per la part oriental del puig de Cura. Els costers d'aquest massís foren adquirits i sumats a la possessió l'any 1836, en què s'aprofità el Decret de desamortització de Mendizábal, que tingué lloc durant la regència de Maria Cristina. Unes 100 quarterades són de conradís, la resta, que s'enfila pels costers del puig, és garriga d'alzinar i pinar.
Albenya, etimològicament, ve de l'àrab Al benja, que significa "la construcció". El rei Jaume I donà Albenya i els seus rafals a la Seu de Tarragona. L'any 1675, Albenya absorbí la petita possessió de Barcaix i aquest topònim quedà esborrat de la memòria popular. Aquesta possessió de Barcaix havia estat fins llavors protagonista de diverses disputes judicials davant la Reial Audiència de Mallorca, les resolucions de les quals varen ser apel·lades, fins i tot, davant el Consell d'Aragó. La propietat de la possessió d'Albenya va lligada, des de mitjan segle xix, a la família Morell.

## Construccions
Del conjunt de la possessió cal destacar l'edificació de les cases, que conté, a la planta baixa, l'habitatge dels amos, i al pis, la dels senyors. Una clastra empedrada separa aquest conjunt de les altres dependències, que al principi eren bàsiques i que avui només serveixen per a magatzem, pastadors, habitatges dels pastors, egüers, hortolans, missatges, etc., i d'altres separats de les cases que servien per aixoplugar el bestiar, com les solls, els sestadors, la vaqueria, etc. La cuina dels senyors conté una interessant col·lecció de peces d'aram perfectament ordenades. Dins la sala principal hi ha habilitada una capella, que en comptes de ser una peça a part dins la planta baixa, com a la majoria de grans possessions, aquí està amagada rere unes portes (l'altar), com si fos un gran guarda-roba.

## Llocs destacats
La font d'Albenya és un qanat islàmic amb una galeria de 75,85 m de llargada, des del doble pou mare fins a l'exterior, i quatre pous de ventilació. A l'exterior, la canaleta es converteix en abeurador de bestiar, abans d'abocar l'aigua dins el grandiós safareig, que té forma de trapezi i una capacitat de 1 670 tones, que el converteix en el més gran d'Algaida. La petita esplanada que hi ha davant la font en altre temps quedava vora el primitiu camí empedrat que unia Randa i Montuïri. La font d'Albenya, a més d'abastir d'aigua les cases i d'omplir el grandiós safareig, també tingué en altre temps la funció de proporcionar la força motriu per moure un molí fariner, l'existència del qual es coneix per fonts orals, però no en queda cap vestigi.
L'hort d'Albenya és una extensió de quasi tres quartons i està format per tres veles o marjades. La vela més apropada al camí vell s'anomena es Jardí, perquè a més d'arbres fruiters sempre hi han tingut rosers, margalideres i altres arbusts ornamentals. Durant la primera meitat del segle xx, amb l'hortalissa i la fruita que produïa aquest hort venuda als mercats i als majoristes, es pagaven tots els jornals de la gent llogada a Albenya, que era molta si comptam missatges, pastors, exsecalladors, figaraleres, etc.
Prop de la carretera de Montuïri hi ha un forn de calç bastat ben conservat.